# دخمه اله‌آباد رستاق
دخمه اله آباد زارچ مربوط به دوره قاجار است و در شهرستان زارچ، اله‌آبادزارچ واقع شده و این اثر در تاریخ ۱۰ خرداد ۱۳۸۲ با شمارهٔ ثبت ۹۱۳۳ به‌عنوان یکی از آثار ملی ایران به ثبت رسیده است.